# Wanda Sykes
Wanda Sykes, född 7 mars 1964 i Portsmouth, Virginia, är en amerikansk skådespelare, ståuppkomiker, manusförfattare och filmproducent.
Sykes har haft filmroller i bland annat Den galna professorn 2 - Klumps och Monster till svärmor. På tv har hon bland annat spelat rollen som Barb i komediserien Christine.
Mellan 1991 och 1998 var hon gift med musikproducenten Dave Hall. Sykes kom ut som homosexuell 2008. Sedan 2008 är hon gift med fransyskan Alex Sykes och tillsammans har de tvillingar födda 2009.

## Filmografi (urval)
- 2000 – Den galna professorn 2 - Klumps
- 2005 – Monster till svärmor
- 2006 – Mitt super ex
- 2006 – På andra sidan häcken (röst)
- 2006-2010 – Christine (TV-serie)
- 2007 – Bröllopsprovet
- 2007 – Evan den allsmäktige
- 2011 – Rio (röst)
- 2012 – Ice Age 4 - Jorden skakar loss (röst)